# Rukwa (vùng)
Rukwa là một vùng của Tanzania, tiếp giáp hồ Tanganyika và tỉnh Bắc Zambia của Zambia. Thủ phủ của vùng Rukwa đóng tại Sumbawanga. Vùng Rukwa có diện tích 68635 ki lô mét vuông. Đến thời điểm điều tra dân số ngày 25 tháng 8 năm 2002, vùng Rukwa có dân số 1141743 người.